# Ewald Frie

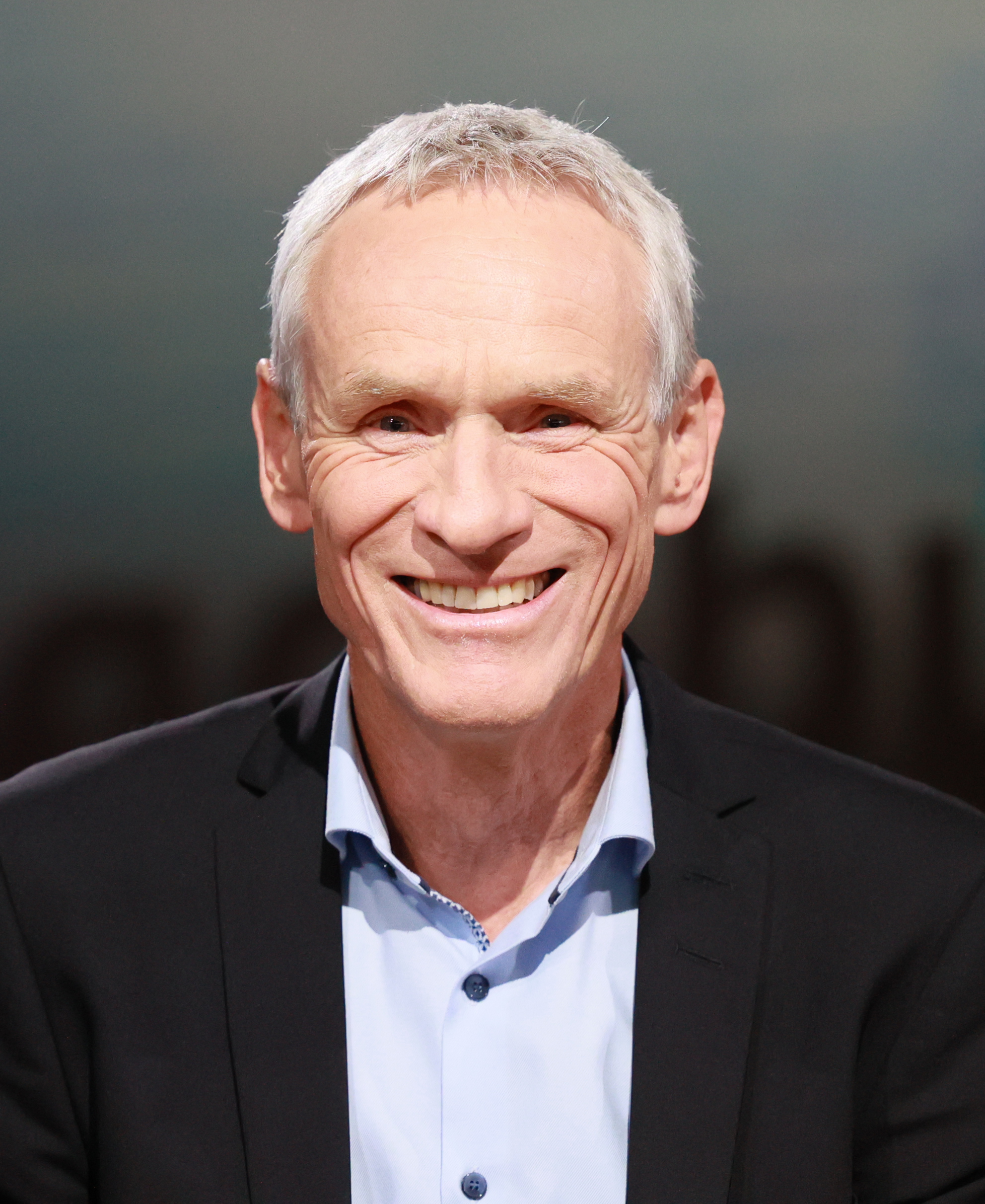
Ewald Frie (2023)

Ewald Frie (* 10. Oktober 1962 in Nottuln) ist ein deutscher Historiker. Er lehrt seit 2008 als W3-Professor für Neuere Geschichte an der Universität Tübingen.

## Leben und Wirken
Ewald Frie wurde als das neunte von elf überlebenden Kindern einer katholischen Bauernfamilie im Münsterland geboren. Sein Vater war Rinderzüchter. Er studierte die Fächer Geschichte und Katholische Theologie an der Universität Münster. Von 1985 bis 1987 war er Museumsführer im Mühlenhof-Freilichtmuseum Münster. Das Magisterexamen legte er 1988 mit einer Arbeit zum Thema Armenfürsorge der Stadt Münster und die Einführung des Elberfelder Systems ab. In den Jahren 1989 bis 1991 war er Wissenschaftlicher Volontär im Institut für westfälische Regionalgeschichte Münster in Münster. Frie wurde im Sommersemester 1992 promoviert mit einer von Hans-Ulrich Thamer betreuten Arbeit über die Fürsorgepolitik des Provinzialverbandes Westfalen und des Landes Sachsen von 1880 bis 1930. Als Wissenschaftliche Hilfskraft und Wissenschaftlicher Mitarbeiter war Frie in den Jahren 1992 und 1993 am Lehrstuhl von Hans-Ulrich Thamer an der Universität Münster tätig. Von 1993 bis 1995 war er Wissenschaftlicher Mitarbeiter am Wissenschaftszentrum Nordrhein-Westfalen in Düsseldorf. An der Universität Essen war Frie von 1995 bis 2001 Wissenschaftlicher Assistent am Lehrstuhl von Wilfried Loth.
Er habilitierte sich 2001 über Friedrich August Ludwig von der Marwitz. Anschließend war er von 2001 bis 2007 Hochschuldozent an der Universität Essen. Ab April 2007 war Frie Professor für Neuere Geschichte an der Universität Trier. Im Sommer 2008 nahm er einen Ruf auf eine W3-Professur für Neuere Geschichte an die Universität Tübingen an und trat im Wintersemester 2008/09 die Nachfolge von Dieter Langewiesche an. Von Juli 2011 bis August 2016 war er Sprecher des Sonderforschungsbereichs 923 „Bedrohte Ordnungen“. Er ist unter anderem Mitglied der Preußischen Historischen Kommission, ordentliches Mitglied der Heidelberger Akademie der Wissenschaften (seit 2019), Mitglied des Arbeitskreises für Außereuropäische Geschichte und der Lamprecht-Gesellschaft.
Fries wissenschaftliche Schwerpunkte sind die Deutsche Geschichte des 18. bis 20. Jahrhunderts, die vergleichende europäische Adelsgeschichte sowie die Geschichte Australiens. In seiner Biographie über Friedrich August Ludwig von der Marwitz geht er nicht chronologisch vor, sondern ordnet den Stoff des preußischen Generals und Politikers nach verschiedenen Aspekten: Familie und Verwandtschaft, Religion, ländliche Herrschaft, Militär und politisches Wirken. Über das Deutsche Kaiserreich legte er 2004 eine geschichtswissenschaftliche Einführung vor. Das Kaiserreich beschrieb er als „Verdichtungsraum politischer, sozialer, kultureller und ökonomischer Problemlagen“ sowie „als Bezugspunkt nationaler und staatlicher Selbstbeschreibung der Deutschen“. Zum 300. Geburtstag veröffentlichte Frie eine kurze Biographie des preußischen Königs Friedrich II. Für Frie war der preußische Herrscher Friedrich II. nicht ein König der „Widersprüche“ (Theodor Schieder), sondern er sieht in ihm „ein[en] auf sich selbst gestellte[n], den Launen der Fortuna, des Schicksals, ausgesetzte[n] Mensch[en].“ Im Jahr 2023 legte er mit Ein Hof und elf Geschwister. Der stille Abschied vom bäuerlichen Leben in Deutschland ein Buch vor, in dem er anhand seiner eigenen Familie den Wandel bäuerlichen Lebens in Deutschland des 20. Jahrhunderts nachzeichnet. Für das Buch erhielt Frie 2023 den Deutschen Sachbuchpreis, der vom Börsenverein des Deutschen Buchhandels verliehen wird. 2025 wurde ihm der Friedrich-Schiedel-Literaturpreis dafür zuerkannt.

## Schriften (Auswahl)
Monographien
- Wohlfahrtsstaat und Provinz. Fürsorgepolitik des Provinzialverbandes Westfalen und des Landes Sachsen 1880–1930. Schöningh, Paderborn 1993, ISBN 3-506-79580-5 (Zugl.: Münster (Westfalen), Univ., Diss., 1992).
- Caritativer Katholizismus in Deutschland im 19. und 20. Jahrhundert. Literatur zur Erforschung seiner Geschichte aus den Jahren 1960 bis 1993. Lambertus, Freiburg im Breisgau 1994, ISBN 3-7841-0728-1.
- Friedrich August Ludwig von der Marwitz: 1777–1837. Biographien eines Preußen. Schöningh, Paderborn 2001, ISBN 3-506-72730-3 (Zugl.: Essen, Univ., Habil.-Schr., 2000/2001).
- Das Deutsche Kaiserreich. Wissenschaftliche Buchgesellschaft, Darmstadt 2004, ISBN 3-534-14725-1.
- Friedrich II. Rowohlt, Reinbek 2012, ISBN 978-3-499-50720-5.
- Die Geschichte der Welt. Mit Illustrationen von Sophia Martineck. Beck, München 2017, ISBN 978-3-406-71169-5.
- Ein Hof und elf Geschwister. Der stille Abschied vom bäuerlichen Leben in Deutschland. Beck, München 2023, ISBN 978-3-406-79717-0.
- mit Boris Nieswand: Keplerstraße 2. Innenansichten geisteswissenschaftlicher Forschung. Beck, München 2024, ISBN 978-3-406-82189-9.

Herausgeberschaften
- mit Mischa Meier: Aufruhr – Katastrophe – Konkurrenz – Zerfall. Bedrohte Ordnungen als Thema der Kulturwissenschaften. Mohr Siebeck, Tübingen 2014, ISBN 978-3-16-152757-9.
- mit Ute Planert: Revolution, Krieg und die Geburt von Staat und Nation. Staatsbildung in Europa und den Amerikas 1770–1930 (= Bedrohte Ordnungen. Band 3). Mohr Siebeck, Tübingen 2016, ISBN 978-3-16-153597-0.
- mit Thomas Kohl, Mischa Meier: Dynamics of social change and perceptions of threat (= Bedrohte Ordnungen. Band 12). Mohr Siebeck, Tübingen 2018, ISBN 978-3-16-156689-9.
- mit Mischa Meier, Dennis Schmidt: Bedroht sein. Gesellschaften unter Stress im Vergleich. Mohr Siebeck, Tübingen 2019, ISBN 978-3-16-156950-0.
- mit Michael Epkenhans: Politiker ohne Amt. Von Metternich bis Helmut Schmidt (= Wissenschaftliche Reihe / Otto-von-Bismarck-Stiftung. Band 28). Schöningh, Paderborn 2020, ISBN 978-3-506-70264-7.
- mit Mischa Meier: Krisen anders denken. Wie Menschen mit Bedrohungen umgegangen sind und was wir daraus lernen können. Propyläen, Berlin 2023, ISBN 978-3-549-10059-2.